# 戴煌
戴煌（1928年2月—2016年2月19日），原名戴澍霖，江苏阜宁人，中国作家、记者，生于江苏省阜宁县沟墩镇。

## 生平
1957年整风运动，任新华社高级记者，因提出反对中國共產黨党內特权，发表《反对神话和特权》，被打为右派分子，后被发配到东北林场劳改。1978年被平反，重返新华社。2007年反右運動50周年接受自由亚洲电台访问时，直斥毛泽东骗了中国、也骗了他。著有《胡耀邦与平反冤假错案》、《九死一生：我的右派历程》、《直面人生》。
2016年2月19日北京時間下午4时13分，因肺炎、心臟衰竭在首都医科大学宣武医院去世。年2月21日，《新华网》转发《新京报》报道，给戴煌很高评价。2月25日，遗体告别仪式在北京八宝山殡仪馆举行。